# 大銀幕
『大銀幕』（だいぎんまく）は、1998年11月6日に発売された中島みゆきのコンピレーション・アルバムである。

## 構成
テレビドラマや映画などで使用された中島みゆきの楽曲を集めたコンピレーション・アルバムで、1曲目から5曲目がTVドラマで使用された楽曲、6曲目から10曲目が映画で使用された楽曲で構成されており、主に瀬尾一三とともに創作作業を行うようになった1990年代の作品が収められている。

## リリース
1998年11月6日にポニーキャニオンのAARD-VARKレーベルから、CDとMDの2形態でリリースされた。ポニーキャニオンからリリースされたベスト・アルバムは、この作品が最後であり、2019年にヤマハ盤での再発売をされているが、2023年現在もポニーキャニオン盤のCDのみは廃盤となっていない。
2019年1月30日にヤマハミュージックコミュニケーションズから再発され、初回盤にはDVDが付属し、未発売のMV3曲が収録されている。いずれも監督は翁長裕が担当している。

## 批評
『CDジャーナル』は、「98年当時で10回目を迎え、以降不定期開催となった“夜会”のテーマ（二隻の船）はいつ聴いても感動。」「当時を知らない若い世代は20年前の彼女のパワーを実感すると同時に、いまもそれが衰えていないことに驚くだろう。」と批評した。

## 収録曲
| 全作詞・作曲: 中島みゆき。 |                                                         |            |            |                          |      |
| #                          | タイトル                                                | 作詞       | 作曲・編曲 | 編曲                     | 時間 |
| 1.                         | 「糸」(Tapestry)                                        | 中島みゆき | 中島みゆき | 瀬尾一三                 | 5:04 |
| 2.                         | 「命の別名 <ALBUM VERSION>」(Another Name For Life)     | 中島みゆき | 中島みゆき | 瀬尾一三                 | 5:29 |
| 3.                         | 「たかが愛」(It's Only Love)                            | 中島みゆき | 中島みゆき | 瀬尾一三                 | 5:40 |
| 4.                         | 「愛情物語」(An Affectionate Tale)                      | 中島みゆき | 中島みゆき | 瀬尾一三                 | 4:45 |
| 5.                         | 「世情」(World's Context)                               | 中島みゆき | 中島みゆき | 吉野金次・福井崚         | 6:13 |
| 6.                         | 「with」                                                | 中島みゆき | 中島みゆき | 瀬尾一三                 | 5:39 |
| 7.                         | 「私たちは春の中で」(In The Spring)                     | 中島みゆき | 中島みゆき | 瀬尾一三                 | 4:16 |
| 8.                         | 「眠らないで」(Don't Fall Asleep)                       | 中島みゆき | 中島みゆき | 瀬尾一三, David Campbell | 4:11 |
| 9.                         | 「二隻の舟」(Two Boats)                                 | 中島みゆき | 中島みゆき | 瀬尾一三                 | 8:20 |
| 10.                        | 「瞬きもせず <MOVIE THEME VERSION>」(Not Even Blinking) | 中島みゆき | 中島みゆき | 瀬尾一三, David Campbell | 6:22 |
| 合計時間:                  | 合計時間:                                               | 合計時間:  | 55:59      |                          |      |

| #         | タイトル                      | 作詞  | 作曲・編曲 | 時間 |
| --------- | ----------------------------- | ----- | ---------- | ---- |
| 1.        | 「愛だけを残せ」(Music Video) |       |            | 6:48 |
| 2.        | 「荒野より」(Music Video)     |       |            | 6:45 |
| 3.        | 「恩知らず」(Music Video)     |       |            | 3:27 |
| 合計時間: | 合計時間:                     | 17:00 |            |      |

### 解説
1. 糸
  - 1998年のTBS系ドラマ『聖者の行進』主題歌。
  - アルバム『EAST ASIA』に収録されていた作品で、ドラマ主題歌として起用されるにあたってシングルカットされた。
2. 命の別名 <ALBUM VERSION>
  - 1998年のTBS系ドラマ『聖者の行進』主題歌。「糸」との両A面扱いで1998年2月にシングル発売された。
  - ここに収録されているのはアルバム『わたしの子供になりなさい』収録の別バージョン。
3. たかが愛
  - 1996年のテレビ朝日系ドラマ『はみだし刑事情熱系』主題歌。
  - アルバム『パラダイス・カフェ』収録。シングルカットされ、オリコンで最高32位を記録。
4. 愛情物語
  - 1997年のテレビ朝日系ドラマ『はみだし刑事情熱系 PARTⅡ』主題歌。
  - アルバム『わたしの子供になりなさい』からの先行シングルとして発売され、オリコンで最高28位を記録した。
5. 世情
  - アルバム『愛していると云ってくれ』収録のナンバー。
  - 1981年に『3年B組金八先生』の劇中で使用されて大反響を呼び、初期の代表曲のひとつとなった。
6. with
  - 1991年の映画『息子』のイメージソング。
  - 1990年のアルバム『夜を往け』に収録されていた。
7. 私たちは春の中で
  - 1998年の映画『大いなる完』主題歌。
  - これもアルバム『わたしの子供になりなさい』に収録されていた曲である。
8. 眠らないで
  - 1994年のアルバム『LOVE OR NOTHING』収録。
  - 唐十郎が主演する映画『海ほおずき』の主題歌に起用された。
9. 二隻の舟
  - 1990年代以降の中島のライフワーク的な実験劇『夜会』のテーマ曲として、1989年の初演から殆どの舞台で歌われており、アルバム『EAST ASIA』に所収された。
  - ここに収録されているのは映画『霧の子午線』に使用されていた、1995年発表の『10 WINGS』の中でリメイクされたバージョン。
10. 瞬きもせず <MOVIE THEME VERSION>
  - 1998年公開の映画『学校Ⅲ』の主題歌として書き下ろされた作品。シングルのみで発売され、オリコン最高22位を記録。
  - ここに収録されているのは映画に使用された別バージョンで、シングルではカップリング扱いだった。シングル・コレクション『Singles 2000』には収録されていないので、オリジナルのシングル以外で聴けるのはこのアルバムのみである。

#### DVD
再発/初回盤のみ付属。
1. 愛だけを残せ
  - 2009年の映画『ゼロの焦点』主題歌。
2. 荒野より
  - 2011年のTBS系ドラマ『南極大陸』主題歌。
3. 恩知らず
  - 2012年の日本テレビ系ドラマ『東京全力少女』主題歌。